# Rhabdoblatta xiai
Rhabdoblatta xiai är en kackerlacksart som beskrevs av Liu och Zhu 200. Rhabdoblatta xiai ingår i släktet Rhabdoblatta och familjen jättekackerlackor. Inga underarter finns listade i Catalogue of Life.